# Мікаель Борхес
Мікаель Борхес (порт. Micael Borges нар. Ріо-де-Жанейро, 12 грудня 1988) — є бразильським співаком, автором пісень та актором; здобув національну популярність завдяки фільму «Місто Бога» (2002) та Педро Коста головний герой «Rebelde» (2011).

## Раннє життя та освіта
він народився в Ріо-де-Жанейро, є сином північно-східних батьків і має трьох братів.

## Кар'єра
Він почав свою кар'єру точніше в 1993 році після акторської гри у виставі «É Proibido Brincar». але лише в 2011 році Мікаель здобув популярність, зігравши одного з головних героїв бразильської мильної опери «Rebelde», його номінували на кілька нагород, який створив групу в реальному житті. 
у 2018 році він знявся в мильній опері Rede Globo, «O Tempo Não Para» (2018). 

## Музика
приєднався до музичної групи RBR до 2012 року. Він був частиною групи, «Melanina Carioca» у 2015 році. 

## Особисте життя
зустрічалася з актрисою Софією Абрагао в 2011 і 2012 роках, з якою вона склала романтичну пару в сюжеті.
У 2013 році Хелоїзі Олівейра почав зустрічатися, в січні 2014 року у пари народився син Сіон.